# Torneo de Múnich 2018
El BMW Open by FWU 2018 fue un torneo de tenis jugado en polvo de ladrillo al aire libre que se celebró en Múnich, Alemania, del 30 de abril al 6 de mayo de 2018. Fue la 103.ª edición del BMW Open by FWU, y es parte del ATP World Tour 250 series del 2018.

## Distribución de puntos
| Modalidad            | Campeón | Finalista | Semifinales | Cuartos de final | 2ª ronda | 1ª ronda | Clasificados | 2ª ronda de clasificación | 1ª ronda de clasificación |
| Individual masculino | 250     | 165       | 100         | 50               | 25       | 0        | 13           | 7                         | 0                         |
| Dobles masculino     | 250     | 150       | 90          | 45               | 20       | 0        | -            | -                         | -                         |

## Cabezas de serie

### Individuales masculino
| Tenista               | Ranking | Preclasificado |
| Alexander Zverev      | 3       | 1              |
| Roberto Bautista      | 15      | 2              |
| Diego Schwartzman     | 17      | 3              |
| Hyeon Chung           | 19      | 4              |
| Fabio Fognini         | 20      | 5              |
| Philipp Kohlschreiber | 35      | 6              |
| Gaël Monfils          | 41      | 7              |
| Yuichi Sugita         | 42      | 8              |

- Ranking del 23 de abril de 2018.[2]

### Dobles masculino
| Tenista                      | Ranking | Preclasificado |
| Łukasz Kubot Marcelo Melo    | 2       | 1              |
| Ivan Dodig Rajeev Ram        | 37      | 2              |
| Nikola Mektić Alexander Peya | 58      | 3              |
| Max Mirnyi Philipp Oswald    | 77      | 4              |

## Campeones

### Individual masculino
Alexander Zverev venció a  Philipp Kohlschreiber por 6-3, 6-3

### Dobles masculino
Ivan Dodig /  Rajeev Ram vencieron a  Nikola Mektić /  Alexander Peya por 6-3, 7-5